# Fernbus Simulator
Fernbus Simulator é um jogo eletrônico de simulador de ônibus desenvolvido pela TML-Studios e publicado pela Aerosoft para Microsoft Windows. O jogo é desenvolvido pela Unreal Engine 4 e estava disponível em 25 de agosto de 2016 em todo o mundo.

## Jogabilidade
Fernbus Simulator se passa na Alemanha, oferecendo uma rede de rotas de aproximadamente 20.000 quilômetros e 40 cidades alemãs construídas em uma escala de 1:10. O jogo apresenta a mesma jogabilidade do videogame de gênero semelhante Euro Truck Simulator 2, que inclui canteiros de obras, congestionamento de trânsito, patrulhas policiais e colisão de trânsito, com clima dinâmico e ciclo dia-noite estão disponíveis no jogo. O jogo também fornece a licença MAN Lion's Coach de Flixbus, permitindo que os jogadores conduzam em autoestradas alemãs altamente detalhadas.

## Desenvolvimento e lançamento

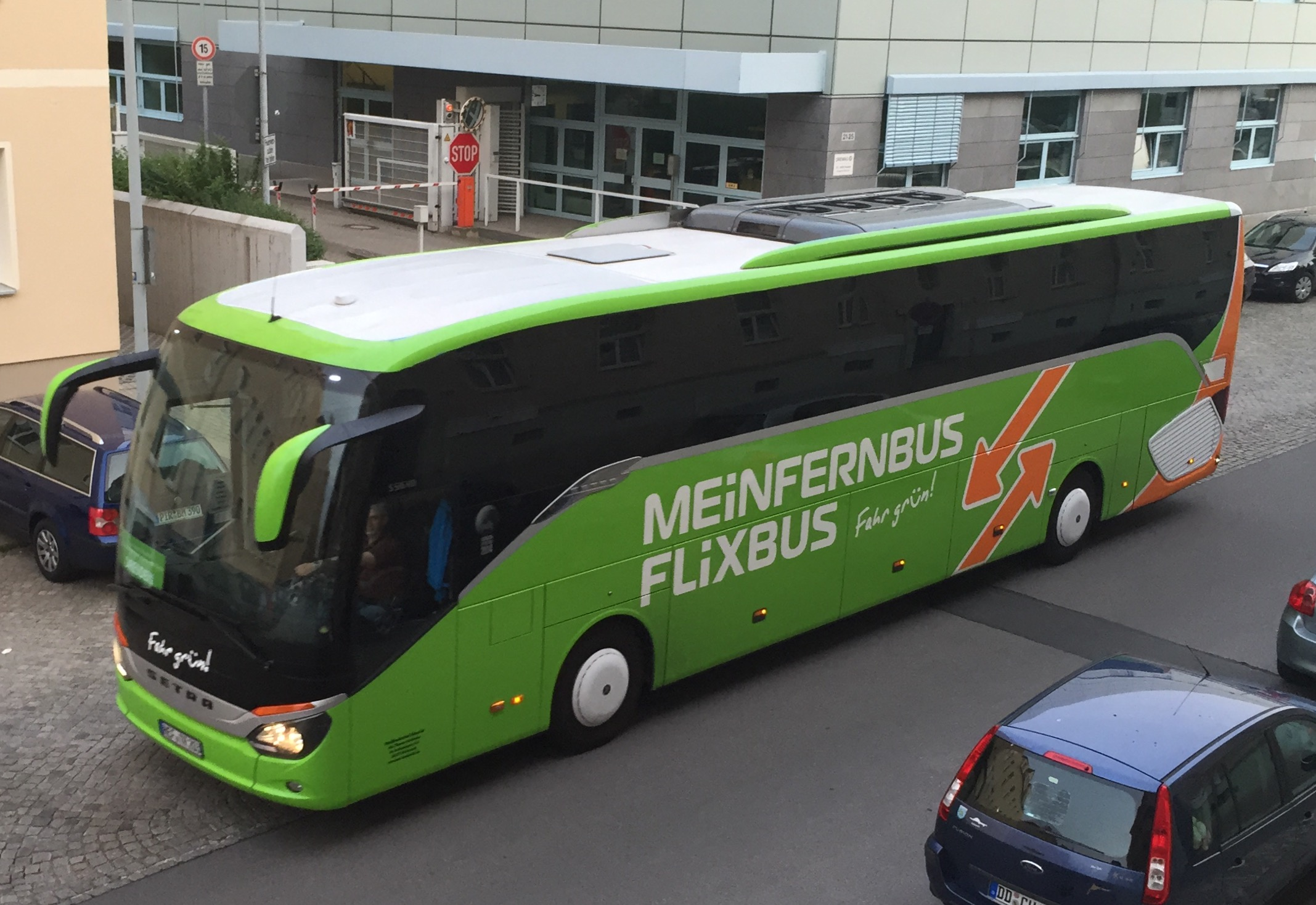
Um ônibus Flixbus, empresa patrocinadora do videogame.

Fernbus Simulator foi desenvolvido pelo estúdio de jogos alemão TML-Studios, os desenvolvedores da série City Bus Simulator e da franquia World of Subways. Ele é desenvolvido pela Unreal Engine 4 da Epic Games. O jogo foi lançado em 25 de agosto de 2016 para Microsoft Windows.

## Recepção
O jogo é bem vendido na plataforma distribuição digital Steam, mas muitas vezes é criticado e recebe uma classificação mista. O jogo é frequentemente usado para comparar com Euro Truck Simulator 2 e American Truck Simulator, e é elogiado no design do jogo em termos de atmosfera, autoestradas, áreas e cockpit de ônibus detalhado. No entanto, bugs, texturas ausentes, insuficientes para a realidade e falta de motivação a longo prazo fazem com que o jogo seja amplamente criticado.